# Rönö distrikt
Rönö distrikt är ett distrikt i Norrköpings kommun och Östergötlands län. 
Distriktet ligger vid kusten, sydost om Norrköping. 

## Tidigare administrativ tillhörighet
Distriktet inrättades 2016 och utgör socknen Rönö i Norrköpings kommun.
Området motsvarar den omfattning Rönö församling hade vid årsskiftet 1999/2000.